# Liesa Van der Aa
Liesa Van der Aa (1986) is een Belgische componiste, muzikante, zangeres en actrice.

## Biografie

### Carrière
In 2008 studeerde ze af als master kleinkunst aan het Herman Teirlinck Instituut. Aangesloten bij het Toneelhuis droeg ze zowel als actrice als in haar hoedanigheid van componiste bij aan het laatste deel van de Musil-trilogie (Guy Cassiers) en Van den Vos (FC Bergman). Ze werkte samen met hedendaagse ensembles als Solistenensemble Kaleidoskop Berlin, Ictus (BXL) en BOX.
In 2006 had ze een gastrol als Lies in de serie En daarmee basta!.
In 2012 debuteerde ze als performer/muzikante met haar soloalbum Troops. De muziek van haar plaat werd opgenomen in de studio van Einstürzende Neubauten en geproduceerd door geluidstechnicus Boris Wilsdorf. Van der Aa verwierf een nominatie voor de prijs voor beste muzikant bij de MIA's 2012. Ze toerde met dit album door heel Frankrijk en nam deel aan het festival Les Femmes s'en Mèlent. In 2014 maakte Van der Aa een nieuwe plaat, WOTH. Het is een conceptalbum bestaande uit drie delen, gebaseerd op de Egyptische gebruiken van "The Weighing of the Heart". Met de muziekvoorstelling rond het album toerde Van der Aa in 2014 en 2015 door Vlaanderen. In 2015 was ze te zien in de film Ay Ramon!
In 2017 richtte Van der Aa het muzikaal labo One Trick Pony op. One Trick Pony onderzoekt de grenzen tussen inhoud, muziek en beeld. Naast muziekperformances als Loo Tunes, Autobahn Utopia en Music for Birthdays ging in mei 2019 PLAY in première. Het eerste deel van de 'triptiek rond macht'. PLAY won een Klara Award voor meest inventieve performance van 2019: een tenniswedstrijd voor strijkkwartet.
Naast eigen werk werkte ze ook samen als componiste met filmregisseurs Gilles Coulier en Michalis Konstantatos. Haar soundtrack voor de film Cargo werd bekroond met een Ensor voor beste muziek.
In februari 2020 bracht ze haar laatste project Easy Alice uit: een plaat met een bijhorende film. Easy Alice reflecteert op het thema soevereiniteit, schizofrenie en verlangen naar onthechting.;
Daarnaast is Liesa Van der Aa te zien in de streamz-reeks 'Putain' als de moeder van Gigi - de hoofdpersonage.
Als actrice op televisie was Van der Aa te zien in de Ketnet-reeks Zingaburia, de virusreeks Cordon op VTM, het tweede seizoen van de televisieserie Salamander op de VRT en De Dag als Kristien Delaruelle voor Vier.

### Persoonlijk
Liesa Van der Aa is de dochter van acteur Frans Van der Aa.

## Discografie

### Albums
- Troops - 2012
- WOTH - 2014
- Easy Alice - 2020